# Paddington (film)
Paddington je britsko-francouzský rodinný komediální film z roku 2014, jehož scénáře i režie se ujal Paul King. Inspirován je knihami o medvídkovi Paddingtonovi od Michaela Bonda. Hlavní postavě svůj hlas propůjčil Ben Whishaw (v českém znění Ondřej Brzobohatý) a dále ve filmu účinkovali Hugh Bonneville, Sally Hawkins, Julie Waltersová, Jim Broadbent, Peter Capaldi, Nicole Kidman.
Film byl do kin oficiálně uveden 28. listopadu 2014. V České republice měl premiéru 25. prosince 2014. King získal nominaci na filmovou cenu Britské akademii v kategorii nejlepší adaptovaný scénář a s Heymanem získal nominaci v kategorii nejlepší britský film. V listopadu 2017 měl ve Velké Británii i v České republice filmovou premiéru další díl Paddington 2.

## Obsazení
| Ben Whishaw      | medvídek Paddington (hlas) |
| Hugh Bonneville  | Henry Brown                |
| Sally Hawkins    | Mary Brownová              |
| Madeleine Harris | Judy Brownová              |
| Samuel Joslin    | Jonathan Brown             |
| Julie Waltersová | paní Birdová               |
| Nicole Kidman    | Millicent Clyde            |
| Theresa Wilson   | malá Millicent             |
| Jim Broadbent    | Samuel Gruber              |
| Peter Capaldi    | pan Curry                  |
| Imelda Staunton  | teta Lucy (hlas)           |
| Michael Gambon   | strýček Pastuzo (hlas)     |
| Tim Downie       | Montgomery Clyde           |
| Simon Farnaby    | Barry                      |
| Matt Lucas       | Joe                        |
| Matt King        | Andre                      |
| Geoffrey Palmer  | hlavní zeměpisec           |
| Michael Bond     | gentleman                  |

## Produkce
První oznámení o filmu proběhlo v roce 2007, kdy David Heyman měl film produkovat a Hamish McColl psát scénář. S projektem se začalo pracovat až v září 2013, kdy Heyman oznámil obsazení Colina Firtha v hlavní roli Paddingtona. Namísto Firtha nakonec nastoupil Ben Whishaw.S rozpočtem 50–55 milionů dolarů je film nejdražším filmem francouzské produkční společnosti StudioCanal. Natáčení a produkce začalo 13. září 2013. V červnu 2014 bylo natáčení dokončeno.

## Přijetí
Ve Velké Británii měl film premiéru 28. listopadu 2014 a za první víkend získal 8 milionů dolarů a stal se nejvíce navštěvovaným filmem dva týdny po sobě. K 30. listopadu 2016 film vydělal 76,3 milionů dolarů v Severní Americe a 191,8 milionů dolarů v ostatních oblastech, celkově tak vydělal přes 268 milionů dolarů. Rozpočet filmu činil 50–55 milionů dolarů
Film získal pozitivní recenze od kritiků. Na recenzní stránce Rotten Tomatoes získal z 135 započtených recenzí 98 procent. Na serveru Metacritic snímek získal z 38 recenzí 77 bodů ze sta. Na Česko-Slovenské filmové databázi snímek získal 73%. CinemaScore udělilo známku A na škále A+ až F.

## Ocenění
King získal nominaci na filmovou cenu Britské akademii v kategorii nejlepší adaptovaný scénář a s Heymanem získala nominaci v kategorii nejlepší britský film. Na cenu Saturn byl nominován film v kategorii nejlepší fantasy film. Na 20. předávání cen Empire Awards film získal nominaci na nejlepší britský film a domů si odnesl cenu v kategorii nejlepší komediální film.

## Sequel
28. dubna 2015 byl potvrzená tvorba sequelu. David Heyman bude film znovu produkovat a Paul King se vrátí jako režisér a scenárista, se scénářem mu však bude pomáhat Simon Farnaby. V červnu 2016 byl potvrzený třetí díl.